# Maria Rosa Candido
Maria Rosa Candido (10 de fevereiro de 1967; 18 de outubro de 1993) foi uma patinadora de velocidade em pista curta italiana. Ela ganhou a medalha de ouro nos 3.000 metros femininos nos Jogos Olímpicos de Inverno de 1988 e a medalha de bronze nos 3.000 metros individuais. Ela competiu também competiu nos 3000 metros femininos nos Jogos Olímpicos de Inverno de 1992.